# Macerata
Macerata település Olaszországban, Marche régióban, Macerata megyében. A város a Macerata-Tolentino-Recanati-Cingoli-Treiai egyházmegye püspöki székvárosa. Lakosainak száma 40 496 fő (2023. január 1.). Macerata Appignano, Montecassiano, Montelupone, Pollenza, Recanati, Treia, Corridonia, Morrovalle és Tolentino községekkel határos.
2016. október 26-án egy, a Richter-skála szerinti 5,4-es erősségű földrengés rázta meg, melynek epicentruma a településen volt.

## Ismert szülöttei
- Matteo Ricci (1552–1610) jezsuita szerzetes, sinológus
- Cesare Jonni (1917–2008) labdarúgó-játékvezető
- Camila Giorgi (1991–) teniszező

## Népesség
A település lakossága az elmúlt években az alábbi módon változott:
| Lakosok száma | 42 361 | 42 473 | 42 209 | 41 776 | 40 496 |
|               | 2004   | 2015   | 2017   | 2018   | 2023   |